# أسنان البلعوم

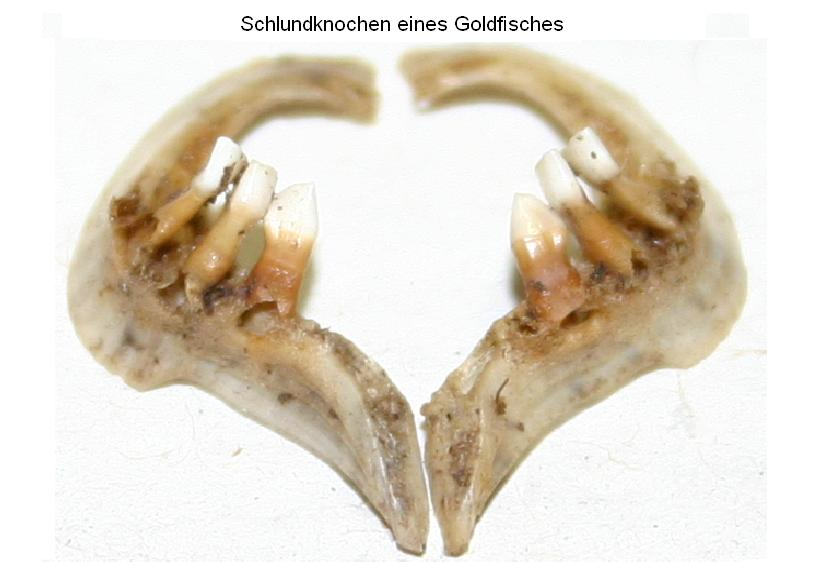
أسماك البلعوم من سمكة ذهبية

أسنان البلعوم هي أسنان في قوس البلعوم من الحلق وعدد من الأنواع السمكية الأخرى التي تفتقر إلى الأسنان.
العديد من أسماك الزينة الشهيرة مثل الأسماك الذهبية لها هذه الهياكل، من المعروف أن أعضاء جنس بوتيا مثل كلون لوتش يصدرون أصوات نقر مميزة عندما يطحنون أسنانهم البلعومية، يطلق على همهمات بسبب الصوت الذي يقومون به عند طحنهم، يقال إن سمك مولاس تكون قادرة على إنتاج الصوت عن طريق طحن أسنان البلعوم الطويلة التي تشبه المخلب.
القرش الصيني ذو الزعانف عالية النطاق (الميكوسيبرينوس آسياتكوس) (عائلة Catostomidae) لديه صف واحد من أسنان البلعوم مع ترتيبات تشبه المشط، مثل سمك كيب فير شاينر (عائلة سيبرينيدا) لا تحتوي إلا على أسنان بلعومية، على غرار أسنان غيرها من اللمعان اللامع، تحتوي سمكة الشمس الحمراء ذات اللون الأحمر (عائلة Centrarchidae) على أسنان بلعومية كثيفة تتكون من ألواح صلبة ومتحركة تستخدم لسحق الهياكل الخارجية للفريسة، تمتلك فكوك البلعوم في ثعبان موراي (عائلة Muraenidae) مجموعة الأسنان الخاصة بها، تحتوي الأنواع المتقدة من شبح السكاكين (عائلة Apteronotidae) على لوحات أسنان بلعومية علوية وسفلية تحمل 9-11 و7-9 أسنان على التوالي.
مخروط الفم ("البلعوم الدائم") لأنواع جديدة محتملة من Meiopriapulus، وهي دودة بحرية في القضيبيات، تحمل أسنان بلعومية.
تمتلك أحافير Yunnanozoon وHaikouella أسنان بلعومية.
تحمل عظام البلعوم السفلية من السيشليد أيضًا أسنانًا متخصصة تزيد من أسنانها الفكية الطبيعية في انهيار الطعام.